# Chowd Gol
Der Chowd Gol (mongolisch Ховд гол, auch Kobdo) ist ein Fluss im Westen der Mongolei.
Der Chowd Gol entspringt an einem Gletscher südlich des Tawan-Bogd-Massivs im Mongolischen Altai. Von dort fließt er zuerst in südöstlicher Richtung. Er durchfließt im Altai-Tawan-Bogd-Nationalpark die Seen Choton Nuur und Churgan Nuur. Er verlässt letzteren in nordnordöstlicher Richtung, wendet sich später nach Osten und passiert die Stadt Ölgii. In der Atschit-Nuur-Depression dreht der Fluss nach Südsüdost. Nach 516 km mündet er in Form eines breiten Flussdeltas in den See Char Us Nuur, der einen Abfluss zum benachbarten abflusslosen See Char Nuur besitzt. Das Einzugsgebiet des Chowd Gol umfasst 58.000 km².
Am Fluss soll mit Unterstützung Chinas ein Kraftwerk gebaut werden, die Bauarbeiten begannen Anfang 2022. Mongolische Bürokraten ließen 2022 einen Umweltaktivisten verhaften, weil auf Desinformations-Webseiten in Deutschland falscher Inhalt über diese Aktivisten produziert worden war. Hingewiesen wurde von Kritikern auch auf den schlechten Zustand eines anderen Damms am Dsawchan Gol und auf die Verringerung des Gesamt-Abflusses dort durch die hohe Verdunstung des dortigen Sees.